# Simon II (roi de Karthli)
Pour les articles homonymes, voir Simon II.
Simon II (en géorgien : სიმონ II) ou Semayun Khan (vers 1610-1629) est un roi de Karthli de la dynastie des Bagration ayant régné de 1619 à 1629/1630.

## Biographie
Fils du roi Bagrat VII (Bagrat Khan), il est élevé en musulman à la cour séfévide d’Ispahan.
À la mort de son père, il est porté sur le trône de Karthli par Chah Abbas Ier sous le nom de  « Semayun Khan ». Comme il est encore mineur, un noble géorgien également converti à l’islam, Georges Saakadzé, est nommé Verkil (« régent ») et « vizir ». Très impopulaire auprès de la population géorgienne chrétienne, le gouvernement de Semayun Khan ne contrôle que la capitale Tiflis et le bas-Karthli (Kvemo Karthli) sous la protection de troupes iraniennes.
Deux cousins du roi, Bagrat II de Moukhran  de 1623 à 1624 puis son frère Théïmouraz Ier de 1624 à 1625, sont successivement élus régents de Karthli par la noblesse chrétienne opposée à la présence musulmane.
En 1625, Georges Saakadzé passe lui aussi à l’opposition et, avec l’appui de la Kakhétie voisine, il détruit une armée persane lors de la bataille de Martqopi. Simon II Semayun Khan abandonne alors Tiflis et se réfugie dans la forteresse d’Aghjakala, dans le Kvemo Karthli. Les rebelles donnent alors le trône de Karthli à Teimouraz Ier de Kakhétie, époux de Khorashan, une fille du roi Georges X de Karthli et une sœur de Louarsab II de Karthli.
Le 1er juillet 1625, les forces géorgiennes sont défaites lors de la bataille de Marabda. Le Chah met à profit la rivalité entre Georges Saakadzé et Teimouraz Ier, et Simon II Semayun Khan est réinstallé comme roi de Karthli à Tiflis.
En 1629, un noble géorgien, Zourab Ier Sidamoni, duc d'Argavi, qui a partie liée avec les rebelles, tue Simon II pendant son sommeil. Le trône est de nouveau offert à Teimouraz Ier de Kakhétie, qui retrouve le pouvoir à Tiflis.

## Mariage
Simon II épouse en 1626 Djan-banou Bégoum, la fille du roi Jessé Isa Khan, dont :
- Louarsab, « prince royal » et héritier désigné par Rostom de Karthli en 1639, tué lors d'une chasse en 1653. Il a épousé Thamar, fille d'Adam, prince Andronikaschvili.

## Sources
- Cyrille Toumanoff, Les dynasties de la Caucasie chrétienne de l'Antiquité jusqu'au XIXe siècle : Tables généalogiques et chronologiques, Rome, 1990, p. 142-143 & 527.
- Alexandre Manvélichvili, Histoire de la Géorgie, Nouvelles Éditions de la Toison d'Or, Paris, 1951, p. 288-290.
- Marie-Félicité Brosset, Histoire de la Géorgie. Livraison II : Histoire moderne de la Géorgie, réédition Adamant Media Corporation  (ISBN 0543944808), p. 53-63.